# مسئول نشان‌ها
مسئول نشان‌ها (officer of arms) کسی است که در شناسایی و طراحی نشان‌ها و همچنین امور مربوط به تبارشناسی تخصصی ویژه دارد و این مهارت را با اجازه نهادهای سلطنتی یا حکومتی در مقام پیشه یا بخشی از زندگی حرفه‌ای خویش قرار داده است. او قادر است نویسار نشان را به درستی منقوش کند، یا برعکس، نویسار را به شیوایی بنویسد، و نسخه‌های سره نشان‌ها را از انواع ناسره بازشناسد. «شاهِ نشان‌ها» (King of arms) و «هرالد» (Herald of arms) و «پرسیوونت» (Pursuivant of arms) سه منصب اصلی مسئولان نشان‌ها در «کالجِ نشان‌ها» (College of Arms) می‌باشند که امروزه نیز در حوزه‌های اجرایی مختلف مرتبط با نشان‌ها و به ویژه در بریتانیا فعال هستند.